# Prix de littérature islandaise
Le prix de littérature islandaise (Íslensku bókmenntaverðlaunin) est un prix décerné chaque année à des œuvres littéraires islandaises. Le prix a été créé par l'Association des éditeurs islandais à l'occasion du centenaire de l'association en 1989. L'année suivante, le prix est scindé en deux catégories de fiction et de non-fiction. En 2013 est créé une troisième catégorie en littérature jeunesse et enfin en 2022 s'ajoute le prix du roman policier Blóðdropans (littéralement « La goutte de sang »). Cinq livres sont nommés dans chaque catégorie dont une œuvre reçoit le lauréat dans chacune d'entre elles. Chaque catégorie est composée d'un jury nommé par l'Association des éditeurs islandais à partir du 1er décembre. Les prix sont décernés par le président de l'Islande vers la fin du mois de janvier. Les quatre catégories existantes aujourd'hui se composent, par ordre de création, du prix de fiction (roman, poésie), de publications générales spécialisées (non-fiction), de littérature jeunesse, et du roman policier.

## Lauréats

### Prix d'une œuvre de fiction
| Année | Lauréat                       | Œuvre                                                | Édition française                              |
| ----- | ----------------------------- | ---------------------------------------------------- | ---------------------------------------------- |
| 2024  | Kristín Ómarsdóttir (en)      | Móðurást : Draumþing                                 |                                                |
| 2023  | Steinunn Sigurðardóttir       | Ból                                                  |                                                |
| 2022  | Pedro Gunnlaugur Garcia       | Lungu                                                |                                                |
| 2021  | Hallgrímur Helgason           | Sextíu kíló af kjaftshöggum                          |                                                |
| 2020  | Elísabet Kristín Jökulsdóttir | Aprílsólarkuldi                                      |                                                |
| 2019  | Sölvi Björn Sigurðsson (is)   | Selta - Apókrýfa úr ævi landlæknis                   |                                                |
| 2018  | Hallgrímur Helgason           | Sextíu kíló af sólskini                              | Soixante kilos de soleil, 2024                 |
| 2017  | Kristín Eiríksdóttir          | Elín, ýmislegt                                       | La matière du chaos, 2022                      |
| 2016  | Auður Ava Ólafsdóttir         | Ör                                                   | Ör, 2018                                       |
| 2015  | Einar Már Guðmundsson         | Hundadagar                                           |                                                |
| 2014  | Ófeigur Sigurðsson (is)       | Öræfi                                                |                                                |
| 2013  | Sigurjón Birgir Sigurðsson    | Mánasteinn: drengurinn sem var aldrei til            | Le Garçon qui n'existait pas, 2016             |
| 2012  | Eiríkur Örn Norðdahl (is)     | Illska                                               |                                                |
| 2011  | Guðrún Eva Mínervudóttir      | Allt með kossi vekur                                 |                                                |
| 2010  | Gerður Kristný                | Blóðhófnir                                           |                                                |
| 2009  | Guðmundur Ólafsson            | Bankster                                             |                                                |
| 2008  | Einar Kárason                 | Ofsi                                                 |                                                |
| 2007  | Sigurður Pálsson              | Minnisbók                                            |                                                |
| 2006  | Ólafur Jóhann Ólafsson        | Aldingarðurinn                                       |                                                |
| 2005  | Jón Kalman Stefánsson         | Sumarljós og svo kemur nóttin                        | Lumière d'été, puis vient la nuit, 2020        |
| 2004  | Auður Jónsdóttir              | Fólkið í kjallaranum                                 |                                                |
| 2003  | Ólafur Gunnarsson (en)        | Öxin og jörðin                                       |                                                |
| 2002  | Ingibjörg Haraldsdóttir (is)  | Hvar sem ég verð                                     |                                                |
| 2001  | Hallgrímur Helgason           | Höfundur Íslands                                     |                                                |
| 2000  | Gyrðir Elíasson               | Gula húsið                                           |                                                |
| 1999  | Andri Snær Magnason           | Sagan af bláa hnettinum                              | Les Enfants de la planète bleue, 2003          |
| 1998  | Thor Vilhjálmsson             | Morgunþula í stráum                                  | Comptine matinale dans les brins d'herbe, 2001 |
| 1997  | Guðbergur Bergsson            | Faðir og móðir og dulmagn bernskunnar : skáldævisaga |                                                |
| 1996  | Böðvar Guðmundsson            | Lífsins tré                                          |                                                |
| 1995  | Steinunn Sigurðardóttir       | Hjartastaður                                         | La Place du cœur, 2000                         |
| 1994  | Vigdís Grímsdóttir            | Grandavegur 7                                        |                                                |
| 1993  | Hannes Pétursson (en)         | Eldhylur                                             |                                                |
| 1992  | Þorsteinn frá Hamri (is)      | Sæfarinn sofandi                                     |                                                |
| 1991  | Guðbergur Bergsson            | Svanurinn                                            |                                                |
| 1990  | Fríða Á. Sigurðardóttir       | Meðan nóttin líður                                   |                                                |
| 1989  | Stefán Hörður Grímsson (en)   | Yfir heiðan morgun : ljóð '87-'89                    |                                                |

### Prix des publications générales spécialisées
| Année | Lauréat | Œuvre                                                                          | Édition française |
| ----- | --- | ------------------------------------------------------------------------------ | ----------------- |
| 2024  | Guðjón Friðriksson (is)                                                                                                  | Börn í Reykjavík                                                               |                   |
| 2023  | Haraldur Sigurðsson | Samfélag eftir máli                                                            |                   |
| 2022  | Ragnar Stefánsson (en)                                                                                                   | Hvenær kemur sá stóri? Að spá fyrir um jarðskjálfta                            |                   |
| 2021  | Sigrún Helgadóttir | Mynd af manni I-II                                                             |                   |
| 2020  | Sumarliði R. Ísleifsson                                                                                                  | Í fjarska norðursins : Ísland og Grænland – viðhorfasaga í þúsund ár           |                   |
| 2019  | Jón Viðar Jónsson | Stjörnur og stórveldi á leiksviðum Reykjavíkur 1925 - 1965                     |                   |
| 2018  | Hörður Kristinsson, Jón Baldur Hlíðberg og Þóra Ellen Þórhallsdóttir                                                     | Flóra Íslands                                                                  |                   |
| 2017  | Unnur Þóra Jökulsdóttir (is)                                                                                             | Undur Mývatns: - um fugla, flugur, fiska og fólk                               |                   |
| 2016  | Ragnar Axelsson | Andlit norðursins                                                              |                   |
| 2015  | Gunnar Þór Bjarnason | Þegar siðmenningin fór fjandans til - Íslendingar og stríðið mikla 1914 - 1918 |                   |
| 2014  | Snorri Baldursson | Lífríki Íslands: vistkerfi lands og sjávar                                     |                   |
| 2013  | Guðbjörg Kristjánsdóttir                                                                                                 | Íslenska teiknibókin                                                           |                   |
| 2012  | Gunnar F. Guðmundsson | Pater Jón Sveinsson: Nonni                                                     |                   |
| 2011  | Páll Björnsson | Jón forseti allur? Táknmyndir þjóðhetju frá andláti til samtíðar               |                   |
| 2010  | Helgi Hallgrímsson (is)                                                                                                  | Sveppabókin - Íslenskir sveppir og sveppafræði                                 |                   |
| 2009  | Helgi Björnsson | Jöklar á Íslandi                                                               |                   |
| 2008  | Þorvaldur Kristinsson | Lárus Pálsson leikari                                                          |                   |
| 2007  | Þorsteinn Þorsteinsson                                                                                                   | Ljóðhús. Þættir um skáldskap Sigfúsar Daðasonar                                |                   |
| 2006  | Andri Snær Magnason | Draumalandið                                                                   |                   |
| 2005  | Kristín G. Guðnadóttir, Gylfi Gíslason, Arthur Danto, Matthías Johannessen, Silja Aðalsteinsdóttir og Eiríkur Þorláksson | Kjarval                                                                        |                   |
| 2004  | Halldór Guðmundsson (en)                                                                                                 | Halldór Laxness                                                                |                   |
| 2003  | Guðjón Friðriksson (is)                                                                                                  | Jón Sigurðsson, ævisaga II                                                     |                   |
| 2002  | Páll Hersteinsson og Pétur M. Jónasson                                                                                   | Þingvallavatn                                                                  |                   |
| 2001  | Sigríður Dúna Kristmundsdóttir (en)                                                                                      | Björg                                                                          |                   |
| 2000  | Guðmundur Páll Ólafsson                                                                                                  | Hálendið í náttúru Íslands                                                     |                   |
| 1999  | Páll Valsson | Jónas Hallgrímsson                                                             |                   |
| 1998  | Hörður Ágústsson | Íslensk byggingararfleifð I : ágrip af húsagerðarsögu 1750-1940                |                   |
| 1997  | Guðjón Friðriksson (is)                                                                                                  | Einar Benediktsson                                                             |                   |
| 1996  | Þorsteinn Gylfason (en)                                                                                                  | Að hugsa á íslensku                                                            |                   |
| 1995  | Þór Whitehead | Milli vonar og ótta                                                            |                   |
| 1994  | Silja Aðalsteinsdóttir (is)                                                                                              | Skáldið sem sólin kyssti : ævisaga Guðmundar Böðvarssonar                      |                   |
| 1993  | Jón G. Friðjónsson | Mergur málsins : íslensk orðatiltæki : uppruni, saga og notkun                 |                   |
| 1992  | Vésteinn Ólason, Sverrir Tómasson og Guðrún Nordal                                                                       | Bókmenntasaga I                                                                |                   |
| 1991  | Guðjón Friðriksson | Bærinn vaknar 1870-1940                                                        |                   |
| 1990  | Hörður Ágústsson | Skálholt : kirkjur                                                             |                   |

### Prix littérature jeunesse
| Année | Lauréat                                                  | Œuvre                  | Édition française |
| ----- | -------------------------------------------------------- | ---------------------- | ----------------- |
| 2024  | Rán Flygenring (is)                                      | Tjörnin                |                   |
| 2023  | Gunnar Helgason                                          | Bannað að drepa        |                   |
| 2022  | Arndís Þórarinsdóttir (en)                               | Kollhnís               |                   |
| 2021  | Þórunn Rakel Gylfadóttir                                 | Akam, ég og Annika     |                   |
| 2020  | Arndís Þórarinsdóttir (en) og Hulda Sigrún Bjarnadóttir  | Blokkin á heimsenda    |                   |
| 2019  | Bergrún Íris Sævarsdóttir (en)                           | Langelstur að eilífu   |                   |
| 2018  | Sigrún Eldjárn (is)                                      | Silfurlykillinn        |                   |
| 2017  | Áslaug Jónsdóttir (en), Rakel Helmsdal og Kalle Güettler | Skrímsli í vanda       |                   |
| 2016  | Hildur Knútsdóttir (is)                                  | Vetrarhörkur           |                   |
| 2015  | Gunnar Helgason                                          | Mamma klikk!           |                   |
| 2014  | Bryndís Björgvinsdóttir (is)                             | Hafnfirðingabrandarinn |                   |
| 2013  | Andri Snær Magnason                                      | Tímakistan             |                   |

### Prix du roman policier (La goutte de sang)
| Année | Lauréat              | Œuvre                  | Édition française |
| ----- | -------------------- | ---------------------- | ----------------- |
| 2024  | Stefán Máni          | Dauðinn einn var vitni |                   |
| 2023  | Eva Björg Ægisdóttir | Heim fyrir myrkur      |                   |
| 2022  | Souli Sigurðsson     | Stóri bróðir           |                   |